# Anna Borissowna Tschipowskaja

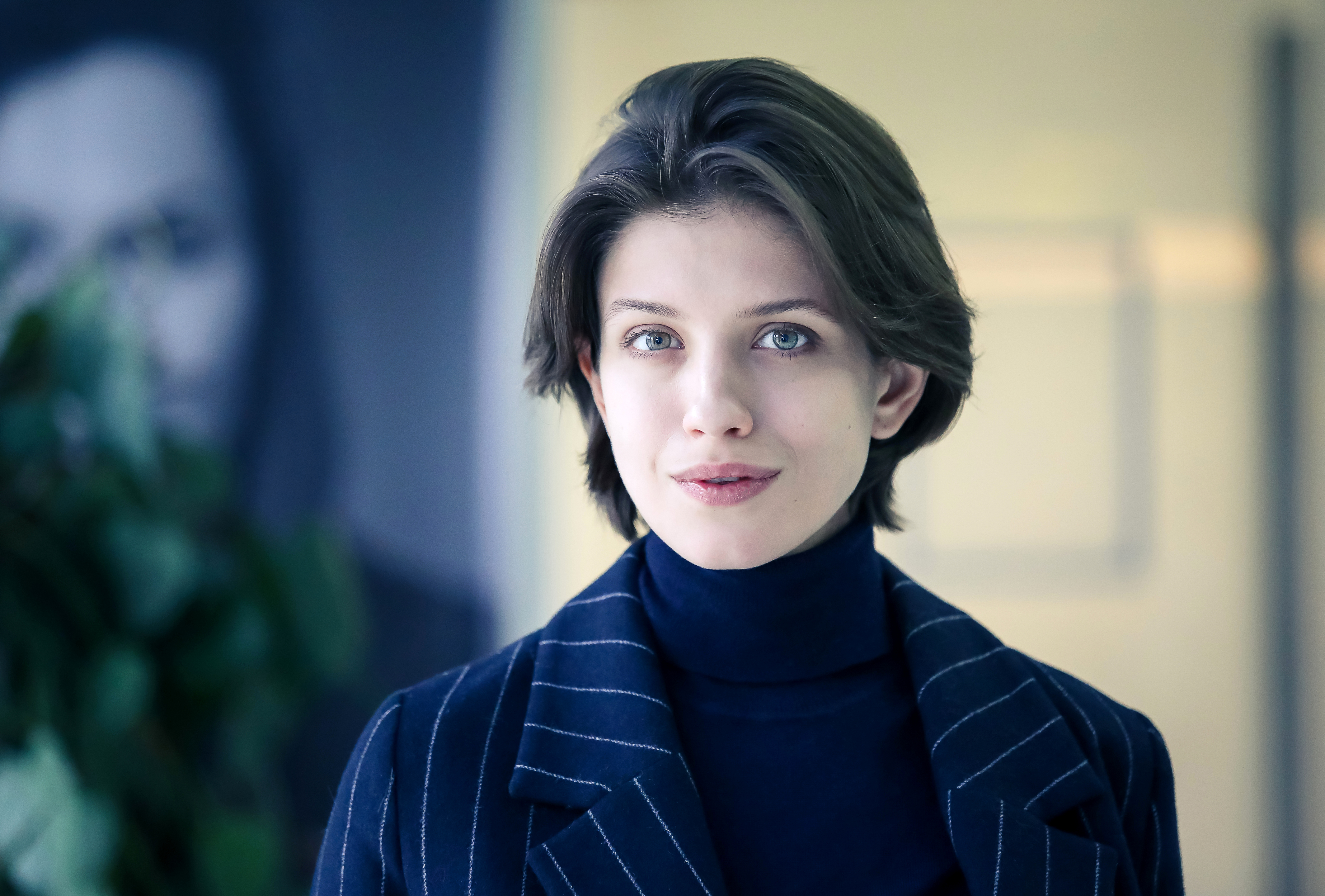
Anna Borissowna Tschipowskaja (2019)

Anna Borissowna Tschipowskaja (russisch Анна Борисовна Чиповская, wiss. Transliteration Anna Borisovna Čipovskaja; * 16. Juni 1987 in Moskau, RSFSR, Sowjetunion) ist eine russische Schauspielerin.

## Leben
Tschipowskaja ist die Tochter von Olga Tschipowskaja, einer Theaterschauspielerin, und Boris Frumkin, einem Jazzmusiker. Ihre Eltern wollten, dass sie den Berufsweg einer Dolmetscherin oder Übersetzerin einschlägt. Deswegen studierte sie auf einer Hochschule für Sprachwissenschaften. Während dieser Zeit übernahm sie auch Modelaufträge. Später brach sie ihr Studium ab und studierte an der Moscow Art Theatre School, die sie 2009 verließ. Sie ist die Patentante der Tochter von der Schauspielerin Marija Alexandrowna Fomina.
Sie debütierte Anfang der 2000er Jahre als Filmschauspielerin. Nach Nebenrollen in verschiedenen Spielfilmen übernahm sie ab 2005 die Rolle der Sveta Popova in insgesamt 29 Episoden der Fernsehserie Dorogaya Masha Berezina. In den Filmen Yolki 2 von 2011 und dessen Fortsetzung 2013, Yolki 3, übernahm sie die Rolle der Lena. Hauptrollen stellte sie unter anderem in Titanium – Strafplanet XT-59 von 2014, in O – Sexuelles Verlangen von 2017 und Has Anyone Seen My Girl? von 2020 dar.

## Filmografie (Auswahl)

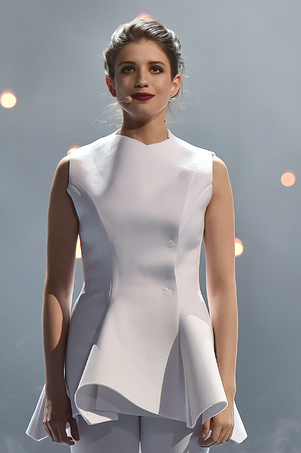
Anna Borissowna Tschipowskaja (2017)

- 2004: Jacked - Pulp Russia (Smatyvay udochki/Сматывай удочки)
- 2004: Operatsiya 'Tsvet natsii' (Операция 'Цвет нации') (Fernsehserie)
- 2005: Landysh serebristyy 2 (Ландыш серебристый 2) (Fernsehserie)
- 2005: Velvet Revolution (Muzhskoy sezon. Barkhatnaya revolyutsiya/Мужской сезон: Бархатная революция)
- 2005: Dorogaya Masha Berezina (Дорогая Маша Березина) (Fernsehserie, 29 Episoden)
- 2008: Labirinty lyubvi (Лабиринты любви) (Fernsehfilm)
- 2009: Bratany (Братаны) (Fernsehserie)
- 2011: Yolki 2 (Ёлки 2)
- 2012: The Conductor (Dirizhyor/Дирижёр)
- 2012: Iron Spy (Shpion/Шпион)
- 2012: 1812. Lancers Ballad (1812. Ulanskaya ballada/1812. Уланская баллада)
- 2013: Vsyo nachalos v Kharbine (Все началось в Харбине) (Mini-Serie, 8 Episoden)
- 2013: The Thaw (Ottepel/Оттепель)
- 2013: Yolki 3 (Ёлки 3)
- 2014: Sex, Coffee, Cigarettes (Sex, kofe, sigarety/Sex, кофе, сигареты)
- 2014: Titanium – Strafplanet XT-59 (Vychislitel/Вычислитель)
- 2014: Nesluchaynaya vstrecha (Неслучайная встреча) (Fernsehserie)
- 2015: Paws, Bones & Rock'n'roll (Yolki lokhmatye/Ёлки лохматые)
- 2015: Goroskop na udachu (Гороскоп на удачу)
- 2015: Without Borders (Bez granits/Без границ)
- 2015: Zelyonaya kareta (Зеленая карета)
- 2015: Khoroshaya rabota (Хорошая работа) (Kurzfilm)
- 2016: Mortal Affair (Chistoe iskusstvo/Чистое искусство)
- 2016: Superplokhie (Суперплохие)
- 2017: O – Sexuelles Verlangen (O lyubvi/О любви)
- 2017: Blockbuster (Blokbaster/Блокбастер)
- 2017: Der Leidensweg (Khozhdenie po mukam/Хождение по мукам) (Mini-Serie, 12 Episoden)
- 2019: The Baker and the Beauty (Pekar i Krasavitsa/Пекарь и красавица) (Mini-Serie, 16 Episoden)
- 2019: The End of the Season (Konets sezona/Конец сезона)
- 2019: Russian Spleen (Khandra/Хандра)
- 2020: The Last Minister (Posledniy ministr/Министерство) (Fernsehserie, Episode 1x07)
- 2020: Masha (Маша)
- 2020: Has Anyone Seen My Girl? (Kto-nibud videl moyu devchonku?/Кто-нибудь видел мою девчонку?)
- 2020: Psycho: Ich, begehrend (Psycho/Псих) (Fernsehserie, 4 Episoden)